# Радбища
Радбища — река в России, протекает по Рязанской области. Правая составляющая реки Казачьей. Иногда рассматривается как верхнее течение Казачьей.

## География
Река Разбища берёт начало у деревни Савин-Корь Захаровского района Течёт в юго-восточном направлении по открытой местности. Сливаясь с рекой Ямной образует Казачью. Устье реки находится в 4 км по правому берегу реки Казачьей. Длина реки составляет 10 км.

## Данные водного реестра
По данным государственного водного реестра России относится к Окскому бассейновому округу, водохозяйственный участок реки — Ока от города Рязань до водомерного поста у села Копоново, без реки Проня, речной подбассейн реки — бассейны притоков Оки до впадения Мокши. Речной бассейн реки — Ока.